# 546 (số)
546 (năm trăm bốn mươi sáu) (số La Mã: DXLVI) là một số tự nhiên nằm sau số 545 và nằm trước số 547.